# Schoteloogzeebrasem
De schoteloogzeebrasem (Calamus calamus) is een  straalvinnige vissensoort uit de familie van de zeebrasems (Sparidae). De wetenschappelijke naam van de soort is voor het eerst geldig gepubliceerd in 1830 door Valenciennes.